# Lomtjärnen (Arjeplogs socken, Lappland, 730275-160511)
Lomtjärnen är en sjö i Arjeplogs kommun i Lappland och ingår i Skellefteälvens huvudavrinningsområde.